# Objet petit a
Inom Jacques Lacans psykoanalytiska teori står objet petit a (franska, ungefär "objekt lilla a") för det ouppnåeliga begäret och jagets konstruktion av den andre. Lacan själv argumenterade för att begreppet inte bör översättas från franskan. 
Bokstaven "a" står för "autre" (andre), ett koncept Lacan utvecklat från det freudianska "objekt" och Lacans egen utveckling av begreppet "den andre".